# Asociación Iris Angola
La Asociación Iris Angola (en portugués: Associação Íris Angola) es la primera organización no gubernamental LGBTI registrada legalmente en Angola.

## Historia
Fundada en 2013 por Carlos Fernandes y Paula Sebastião, surgió inicialmente como un grupo informal que organizaba eventos sociales para la comunidad LGBTI+ en Luanda.
Obtuvo su reconocimiento legal en 2018. Con el tiempo, y gracias a colaboraciones con entidades como PSI Angola, la asociación amplió su alcance hacia la promoción de la salud sexual y la prevención del VIH, convirtiéndose en un referente en la lucha por los derechos humanos en el país. Tiene su sede central en Luanda y cuenta con oficinas en las ciudades de Benguela y Lubango.
En 2024, la Asociación Iris Angola organizó el primer certamen Miss Trans Angola,  y ese mismo año impulsó la incorporación de una pregunta sobre orientación sexual en el censo nacional, promoviendo una mayor visibilidad y reconocimiento de la comunidad LGBTI en las estadísticas oficiales del país.

## Actividades
La Asociación Iris Angola actúa como un grupo de defensa de los derechos de las personas homosexuales en el país. Entre sus principales acciones se destacan la promoción de los derechos humanos y el acompañamiento en cuestiones relacionadas con la prevención, el tratamiento y la atención de personas que viven con VIH.
En 2021, su director, Carlos Fernandes, participó en una transmisión en vivo organizada por la Embajada de Estados Unidos en Luanda, titulada "You are Included", en conmemoración del mes del orgullo.
Con el respaldo del Programa de las Naciones Unidas para el Desarrollo (PNUD), en 2022 la organización llevó adelante una muestra fotográfica titulada “Mirá más allá de tu prejuicio”, con el objetivo de fomentar una mirada más inclusiva sobre la diversidad sexogenérica.